# Mejdurétxie (Saràtov)
|  | Per a altres significats, vegeu «Mejdurétxie». |

Mejdurétxie (en rus: Междуречье) és un poble de l'óblast de Saràtov, a Rússia, segons el cens del 2010 tenia 528 habitants. Pertany al districte municipal de Volsk.